# 1759 Kienle
1759 Kienle (1942 RF) là một tiểu hành tinh vành đai chính được phát hiện ngày 11 tháng 9 năm 1942 bởi K. Reinmuth ở Heidelberg.